# 시골 영웅
《시골 영웅》(영어: Local Hero)은 영국에서 제작된 빌 포사이스 감독의 1983년 코미디 드라마 영화이다. 피터 리거트 등이 출연하였고, 데이비드 퍼트넘 등이 제작에 참여하였다.

## 출연진
- 피터 리거트
- 버트 랭커스터
- 풀턴 매키
- 데니스 로슨
- 피터 커팰디
- 앨릭스 노턴
- 제니 시그로브
- 제니퍼 블랙
- 존 M. 잭슨

## 기타 제작진
- 협력 제작: 이언 스미스
- 미술: 로저 머리리치
- 의상: 페니 로즈